# 백만불 미스터리
백만불 미스터리는 2003년 5월 12일부터 2005년 4월 18일까지 방송된 다큐멘터리 프로그램이다.

## 진행자
- 유오성[1]
- 이홍렬, 이유진
- 정재환, 유선[2]

## 제작진
- 연출 : 서유정, 남규홍, 민인식, 박진홍 외

## 결방 안내
- 2003년 6월 16일 - 저녁 6시부터 아시아 여자 축구 선수권대회 <대한민국 VS 북한> 중계방송로 결방.
- 2003년 7월 7일 - 저녁 7시 10분부터 <한중 정상회담> 뉴스특보 편성으로 결방.
- 2003년 10월 6일 - 저녁 6시 20분부터 평양특별생방송 <류경 정주영 체육관 개관기념 통일음악회> 편성으로[3] 결방.
- 2004년 1월 21일 - 낮 12시 30분부터 설 특집 <미스터리 하우스>란 제목을 통해 34회 2부 편성으로 결방.
- 2004년 3월 1일 - 신사옥 오픈 특집 생방송 <제 2의 탄생 디지털 SBS> 편성으로[4] 결방.
- 2004년 7월 19일 - 저녁 7시 20분부터 아시안컵 축구 <대한민국 VS 요르단> 중계방송으로[5] 결방.
- 2004년 8월 23일 - <2004 아테네 올림픽> 중계방송으로 결방.
- 2004년 9월 27일 - 추석 특집 <유쾌한 두뇌검색> 편성으로 결방.
- 2004년 10월 25일 - 저녁 6시부터 2004 프로야구 한국시리즈 4차전 <현대 VS 삼성> 중계방송으로 결방.

## 같이 보기
관련 항목
- 미스터리

방송 프로그램
- 신비한TV 서프라이즈, 심야괴담회 (MBC TV)
- 세계 다크투어 (JTBC)
- 천 개의 비밀 어메이징 스토리 (채널A)
- 차트를 달리는 남자 (KBS Joy)